# Saint-Augustin (kyrkobyggnad)
Saint-Augustin är en romersk-katolsk kyrkobyggnad i Paris, helgad åt den helige Augustinus. Kyrkan är belägen vid Place Saint-Augustin i Paris åttonde arrondissement.